# Panamerikanische Spiele 2003 (Badminton)/Mixed

Badminton wurde bei den Panamerikanischen Spielen 2003  in Santo Domingo in der Dominikanischen Republik gespielt. Die Wettkämpfe dauerten vom 8. bis 15. August. Folgend die Ergebnisse in Mixed.

## Ergebnisse
- Anil Seepaul /  Zeudi Mack –  Danilo Lopez /  Anelissa Micheo: 15-3 / 15-8
- Raju Rai /  Mesinee Mangkalakiri –  Mitchel Wongsodikromo /  Stephanie Jadi: 15-3 / 15-9
- Glendon Thomas /  Nadine Julien –  Andre Padmore /  Mariama Eastmond: 15-14 / 11-15 / 15-7
- Mario Carulla /  Doriana Rivera –  Nelson Javier /  Flordaliza Del Oleo: 15-0 / 15-2
- Philippe Bourret /  Denyse Julien –  Hector Javier Pena /  Nairobis Castillo: 15-1 / 15-4
- Lucas Araújo /  Patricia Oelke –  Anil Seepaul /  Zeudi Mack: 15-12 / 15-13
- Rodrigo Pacheco /  Lorena Blanco –  John Muirhead /  Shawnekka Phillips: 15-6 / 15-10
- Raju Rai /  Mesinee Mangkalakiri –  Ryan Holder /  Dionne Forde: 15-4 / 15-8
- Guilherme Kumasaka /  Fernanda Kumasaka –  Glendon Thomas /  Nadine Julien: 15-11 / 15-5
- Mike Beres /  Jody Patrick –  Mike Chansawangpuvana /  Eva Lee: 15-13 / 15-7
- Mario Carulla /  Doriana Rivera –  Virgil Soeroredjo /  Carolyn Davids: 15-2 / 15-2
- Charles Pyne /  Nigella Saunders –  Kevin Cordón /  Marlin Maldonado: 15-11 / 15-3
- Philippe Bourret /  Denyse Julien –  Lucas Araújo /  Patricia Oelke: 15-7 / 15-4
- Raju Rai /  Mesinee Mangkalakiri –  Rodrigo Pacheco /  Lorena Blanco: 15-6 / 15-11
- Mike Beres /  Jody Patrick –  Guilherme Kumasaka /  Fernanda Kumasaka: 15-3 / 15-0
- Charles Pyne /  Nigella Saunders –  Mario Carulla /  Doriana Rivera: 6-15 / 15-9 / 15-3
- Philippe Bourret /  Denyse Julien –  Raju Rai /  Mesinee Mangkalakiri: 15-8 / 15-7
- Mike Beres /  Jody Patrick –  Charles Pyne /  Nigella Saunders: 15-7 / 15-5
- Philippe Bourret /  Denyse Julien –  Mike Beres /  Jody Patrick: 7-15 / 15-13 / 15-12